# Aspidura ceylonensis
Espèce
Synonymes
- Haplocercus ceylonensis Günther, 1858
- Aspidura carinata Jan, 1862

Aspidura ceylonensis est une espèce de serpents de la famille des Natricidae.

## Répartition
Cette espèce est endémique du Sri Lanka.

## Description
Dans sa description Günther indique que le spécimen en sa possession mesure 48 cm dont 6 cm pour la queue. Son dos est uniformément brun foncé ou noirâtre avec deux lignes de petites taches noires assez peu visibles et présente un collier blanchâtre avec un liseré noir. Sa face ventrale est jaunâtre.

## Étymologie
Son nom d'espèce, composé de ceylon et du suffixe latin -ensis, « qui vit dans, qui habite », lui a été donné en référence au lieu de sa découverte, Ceylan (Ceylon en anglais), l'ancien nom du Sri Lanka.

## Publication originale
- Günther, 1858 : Catalogue of Colubrine Snakes in the Collection of the British Museum, London, p. 1-281 (texte intégral).